# Bally (Indien)
Bally war eine Stadt im indischen Bundesstaat Westbengalen mit rund 292.000 Einwohnern (Volkszählung 2011). Die Stadt ist seit 2015 Teil der Municipal Corporation Haora. Sie gehört zu der Metropolregion Kalkutta.